# Rezerwat Leśny Krokosua Hills
Rezerwat Leśny Krokosua Hills (Krokosua Hills Forest Reserve) – rezerwat przyrody założony w 1935 roku w Ghanie. Ma powierzchnię 481,7 km².
Nie ma aktualnych danych dotyczących populacji szympansów w Ghanie. Ostatnie takie szacunki były zrobione przez Geza Teleki'ego w 1989 roku. Oceniały one wielkość populacji zamieszkującej Ghanę na 300 do 500 szympansów. Podczas badań w rezerwacie nie znaleziono żadnych dowodów na obecność szympansów, aczkolwiek ich obecność była zgłaszana przez myśliwych (Magnuson, 2002; Oates, 2006).
Wchodzący w skład rezerwatu las w przeszłości był miejscem dużej wycinki drzew. Ślady trwającej wycinki były również widziane podczas wypraw badawczych w 1995 roku (Oates, 2006). Podobnie jak ślady dużej liczby polowań. Średnio odkryto 5,2 śladów polowań w ciągu każdej godziny wspomnianej wyprawy badawczej (Oates 2006).